# Serge Gainsbourg: Heroický život
Serge Gainsbourg: Heroický život (v originále Gainsbourg (vie héroïque)) je francouzský životopisný film pojednávající o Serge Gainsbourgovi, kterého zde hraje Éric Elmosnino. Vedle něj se ve filmu objevují Lucy Gordon (Jane Birkinová), Laetitia Casta (Brigitte Bardotová), Anna Mouglalis (Juliette Gréco) nebo Sara Forestier (France Gall). Ve Francii měl film premiéru 20. ledna 2010. V českých kinech se film objevil 22. dubna 2010. 
Film vychází z původního Sfarova komiksu a získal tři filmové ceny César (v kategoriích nejlepší herec, nejlepší filmový debut a nejlepší zvuk).
Film je věnován herečce Lucy Gordon, představitelce Jane Birkin, která před premiérou filmu spáchala sebevraždu.

## O filmu
Film sleduje život kontroverzního hudebníka Serge Gainsbourga. Věnuje se zejména jeho dětství v nacisty okupované Francii, jeho vzestupu ke slávě, milostným poměrům s Juliette Gréco, Brigitte Bardotovou a Jane Birkin (mimo jiné pojednává o písni Je t'aime moi non plus), i pozdějším experimenty s reggae na Jamajce. Zahrnuje také několik fantaskních prvků, jako postavu „Ksichta“, loutkovou karikaturu Gainsbourga, která v klíčových okamžicích Gainsbourgova života působí jako jeho svědomí (nebo černé svědomí). Film také obsahuje mnoho slavných Gainsbourgových písní, které tvoří soundtrack k filmu a často také posouvají děj.

## Obsazení
| Éric Elmosnino     | Serge Gainsbourg a hlas „Ksichtu“        |
| Lucy Gordon        | Jane Birkinová                           |
| Laetitia Casta     | Brigitte Bardotová                       |
| Doug Jones         | „Ksicht“, Gainsbourgův dvojník           |
| Anna Mouglalis     | Juliette Gréco                           |
| Mylène Jampanoï    | Bambou                                   |
| Sara Forestier     | France Gall                              |
| Kacey Mottet-Klein | Lucien (Serge Gainsbourg jako dítě)      |
| Răzvan Vasilescu   | Joseph Ginsburg (otec Serge Gainsbourga) |
| Dinara Droukarova  | Olga Ginsburg (matka Serge Gainsbourga)  |
| Philippe Katerine  | Boris Vian                               |
| Deborah Grall      | Lise Levitzky                            |
| Yolande Moreau     | Fréhel                                   |
| Ophélia Kolb       | modelka                                  |
| Claude Chabrol     | Gainsbourgův hudební producent           |
| François Morel     | ředitel internátu                        |
| Philippe Duquesne  | Lucky Sarcelles                          |
| Angelo Debarre     | kytarista                                |
| Grégory Gadebois   | Phyphy                                   |
| Alice Carel        | Judith                                   |
| Joann Sfar         | Georges Brassens                         |
| Orphée Silard      | Liliane Ginsburg, Charlotte Gainsbourg   |
| Lucile Vezier      | Jacqueline Ginsburg, Kate Barry          |
| Le Quatuor         | Les Frères Jacques                       |
| Roger Mollien      | Robert Gall, otec France Gall            |
| Chilly Gonzales    | klavírista                               |
| Jacqueline Staup   |                                          |
| Caroline Tillette  |                                          |

## Vznik filmu
Sfar na filmu začal pracovat s Charlotte Gainsbourgovou, která měla ztvárnit roli svého otce. Ale Gainsbourgová se nakonec role vzdala a našla hereckého představitele Gainsbourga. Natáčení filmu mělo původně začít v září 2008, nakonec však bylo posunuto na leden 2009 kvůli neshodám Gainsbourgovy rodiny se scénářem filmu. 
Natáčení probíhalo 13 týdnů (od poloviny ledna do dubna 2009). Interiéry se točily ve studiu Épinay, exteriéry v Paříži (např. na Montmartru, Cité internationale universitaire de Paris, Quai de Montebello a dalších místech), dále v departmentech Val-d'Oise a Pas-de-Calais. 
Sfar záměrně nedělal dokumentární rekonstrukci Gainsbourgova života a vycházel ze svého vlastního komiksu. O Gainsbourgovi prohlásil: „Nezajímá mě pravda o Gainsbourgovi, nýbrž jeho lži“. Tato věta se objevuje i v závěrečných titulcích filmu.

### Sebevražda Lucy Gordon
Dne 20. května 2009 byla herečka Lucy Gordon (filmová představitelka Jane Birkin) nalezena oběšená ve svém pařížském bytě, dva dny před svými 29. narozeninami.
Sfar ji film v závěrečných titulcích věnoval a věnoval jí vzpomínku: „Byla to křehká noc, bílý guipure a velká dáma ze zlatého papíru, pro polibek na špičkách. Tak jsem viděl tu scénu. Bylo dojemné vidět pouto mezi Lucy a Ericem při scéně prvního polibku. Na Notre-Dame jsme umístili 200kw osvětlení, ale bylo to bílé, se vší krásou bílé, se vší jemností toho, co bílé světlo dokáže na tak zářivém obličeji. A Gainsbourg najednou vychází ze stínu a jde k ní.“

## Ocenění a nominace

### Ocenění
- César 2011:
  - César pro nejlepší filmový debut
  - César pro nejlepšího herce (Éric Elmosnino)
  - César pro nejlepší zvuk

### Nominace
- César 2011:
  - nominace na Césara pro nejlepší film
  - nominace na Césara pro nejlepší herečku ve vedlejší roli (Laetitia Casta)

- Lumière 2011:
  - Joann Sfar byl nominován na ceny pro nejlepší film a nejlepšího režiséra
  - Éric Elmosnino byl nominován na cenu pro nejlepšího herce

- Magritte du cinéma 2011: Yolande Moreau byla nominována na cenu pro nejlepší herečku ve vedlejší roli